# Bola de Neve Church
A Bola de Neve Church (ou Igreja Bola de Neve) é uma igreja neopentecostal brasileira. Foi fundada em São Paulo em 1999 por Rinaldo Luiz de Seixas Pereira, o Apóstolo Rina, pastor e surfista.
Diferentemente da maioria das igrejas, no início tinha um apelo voltado ao público jovem e informal. A igreja também busca manter sua imagem associada à prática de esportes radicais, tais como surfe, skate, corrida e pedal, sendo que muitos de seus templos têm uma decoração baseada nesses esportes. Com centenas de templos e células, está presente em todas as regiões do Brasil e também em Colômbia, Portugal, Uruguai, Argentina e Canadá.

## História

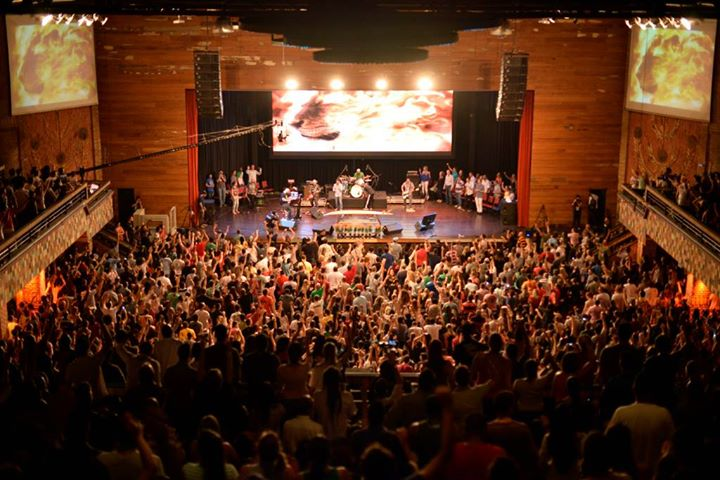
Sede da Igreja Bola de Neve na Lapa.

Rinaldo Seixas Pereira nasceu em 15 de abril de 1972, filho de Lídia Colomietz e de Rinaldo Pereira, e tem duas irmãs. De família evangélica, estudou no Colégio Batista Brasileiro.
Afirma que, após sofrer uma grave hepatite, teve uma experiência sobrenatural, passando a dedicar sua vida a Cristo e a trabalhar como líder de evangelismo na Igreja Renascer em Cristo. O nome da igreja nasceu de um sonho que seu líder teve. Em outro momento afirma ter recebido revelação divina para abrir uma igreja, tendo comunicado ao seu líder, o Apóstolo Estevam, sobre sua intenção, recebendo deste o aval.
As primeiras reuniões aconteciam em uma loja de surfe e, sem púlpito ou mesa disponível para apoiar a Bíblia, a opção foi utilizar a prancha de surfe, marca registrada das Igrejas Bola de Neve. Hoje existem mais de 320 igrejas espalhadas pelo Brasil e pelo mundo.

## Controvérsias
Em 14 de junho de 2024, Rinaldo Luiz foi afastado da congregação por acusações de violência doméstica contra sua esposa e filho. De acordo com sua esposa, os abusos começaram em abril de 2024. Em 17 de novembro de 2024, retornando de um evento em São João da Boa Vista, Rinaldo morreu aos 52 anos, vítima de um acidente de trânsito próximo a Campinas.